# Takashi Fukunishi
Takashi Fukunishi (n. 1 septembrie 1976) este un fost fotbalist japonez.

## Statistici
| Japonia | Japonia | Japonia |
| An      | Meciuri | Goluri  |
| ------- | ------- | ------- |
| 1999    | 3       | 0       |
| 2000    | 0       | 0       |
| 2001    | 2       | 0       |
| 2002    | 10      | 0       |
| 2003    | 6       | 0       |
| 2004    | 18      | 5       |
| 2005    | 14      | 1       |
| 2006    | 11      | 1       |
| Total   | 64      | 7       |